# Free Hand
Free Hand (фри хэнд, c англ.  - «Свободная рука») — седьмой студийный альбом британской рок-группы Gentle Giant, вышедший в 1975 году на лейбле Chrysalis Records.

## Список композиций
Все композиции сочинены Кери Минниаром, Дереком Шульманом и Реем Шульманом.
1. Just The Same — 5:34
2. On Reflection — 5:41
3. Free Hand — 6:14
4. Time To Kill — 5:08
5. His Last Voyage — 6:27
6. Talybont — 2:43
7. Mobile — 5:05

## Участники записи
На обложке пластинки не указаны инструменты исполнителей.
- Гэри Грин
- Кери Минниар
- Дерек Шульман
- Рей Шульман
- Джон Уэзерс